# 岩手中部水道企業団
岩手中部水道企業団 (いわてちゅうぶすいどうきぎょうだん) は、岩手県北上市、花巻市及び紫波町の水道事業を展開する一部事務組合である。地方公営企業法が適用されている。

## 概要
人口減少等に伴う給水収益の低迷などが続く中、経営基盤、技術基盤の強化と安定した経営を行うため、3市町それぞれの事業を統合し、2014年4月1日に発足した。事務所はいわて花巻空港に近接している。

## 議会
北上市5人、花巻市5人、紫波町2人

## 組織
企業長、副企業長、局長以下各課が設置されている。
- 総務課、経営企画課、給配水課、工務課、浄水課

## 主要施設
| 浄水場名       | 水 源                       | 処理方法          | 配水池                     | 計画最大給水量 （m3 / 日）            | 供用開始         |
| -------------- | --------------------------- | ----------------- | -------------------------- | ------------------------------------- | ---------------- |
| 岩手中部浄水場 | 入畑ダム                    | 急速ろ過          | 12ヶ所                     | 35,500                                | 平成3年4月       |
| 北上川浄水場   | 北上川                      | 急速ろ過          | 高区配水池 低区配水池      | （上水道）18,200 （工業用水道）18,600 | 昭和53年5月、7月 |
| 和賀川浄水場   | 和賀川第1水源 江釣子第4水源 | 紫外線処理        | 藤沢配水池                 | 5,960                                 | 平成26年11月     |
| 高円万寺浄水場 | 豊沢川、北上川              | 急速ろ過 緩速ろ過 | PC1、PC2、PC3 観音山配水池 | 19,600                                | 昭和43年         |
| 古舘浄水場     | 古舘水源                    | 膜ろ過            | 古舘城山配水池             | 4,000                                 | 平成27年9月      |

## 経営
当企業団は「平成28年度優良地方公営企業総務大臣表彰」を松江市上下水道局、尼崎市都市整備局とともに受賞している。しかしながら各経営指標を見ると、「給水収益に対する企業債利息の割合」10.0%、「給水収益に対する建設改良のための企業債償還元金の割合」39.6%など収益の多くが企業債返済に充てられている。他「給水収益に対する減価償却費の割合」54.8%、「1か月20m3当たり家庭用料金」3,942円と高く、健全経営であるとは言いがたい。
長期的な取り組みのために作られた企業団であり、今後の運営に注目する。
https://www.holg.jp/hito/kikuchiakitoshi/

## 不祥事
2017年6月、当企業団東和事業所長が水道施設の電気設備点検業務の指名競争入札に関して、指名業者と設計価格を業者の元社員に教え、落札させた疑い（官製談合防止法違反）で同年8月16日に同所長と元社員が逮捕され、翌17日に身柄を盛岡地検に送られた。